# 청아초등학교
청아초등학교는 대한민국 경기도 하남시에 있는 공립 초등학교이다.

## 연혁
- 2015년 3월 2일 청아초등학교 시설공사 착공
- 2016년 10월 4일 초대 박서춘 교장 취임
- 2016년 10월 4일 청아초등학교 개교 및 6학급 편성
- 2016년 10월 7일 청아초등학교 병설유치원 개원 및 3학급 편성